# Tekellina archboldi
Espèce
Tekellina archboldi est une espèce d'araignées aranéomorphes de la famille des Synotaxidae.

## Distribution
Cette espèce se rencontre aux États-Unis en Floride et au Mexique au San Luis Potosí,.

## Description
Le mâle holotype mesure 0,9 mm et les femelles de 1,1 à 1,3 mm.

## Systématique et taxinomie
Cette espèce a été décrite par Levi en 1957.

## Étymologie
Son nom d'espèce lui a été donné en référence au lieu de sa découverte, l'Archbold Biological Station.

## Publication originale
- Levi, 1957 : « The North American spider genera Paratheridula, Tekellina, Pholcomma and Archerius (Araneae: Theridiidae). » Transactions of the American Microscopical Society, vol. 76, p. 105-115.